# Great Wall Coolbear
Le Great Wall Coolbear est une petite voiture chinoise dont le style copie celui de la première génération de Toyota bB. Il est sorti en mars 2009.
Il existe aussi en version SUV vendue sous le nom de Great Wall Haval M2.